# Estación Islón
Islón fue una estación de ferrocarril que se hallaba dentro de la comuna de La Serena, en la Región de Coquimbo de Chile. Fue parte del Longitudinal Norte, circulando también por dicha estación el ramal La Serena-Rivadavia, y actualmente se encuentra inactiva.

## Historia
La estación fue una de las primeras construidas para el ferrocarril que unía La Serena con Rivadavia y que fue inaugurada el 4 de agosto de 1884. Enrique Espinoza consigna la estación en 1897, al igual que José Olayo López en 1910 y Santiago Marín Vicuña en 1910, quienes también la incluyen en sus listados de estaciones ferroviarias.
Con la construcción del ferrocarril Longitudinal Norte a inicios del siglo XX, la estación Islón se convirtió en un punto de conexión de dicha línea con el ramal a Rivadavia.
En 1923 fue construida la casa habitación y la oficina del jefe de la estación.
Con el cierre de todos los servicios de la Red Norte de la Empresa de los Ferrocarriles del Estado en junio de 1975, que implicaron tanto el cierre del Longitudinal Norte como del ramal La Serena-Rivadavia, la estación Islón fue suprimida mediante decreto del 28 de julio de 1978. Actualmente la estación se encuentra abandonada y solamente queda en pie una de las bodegas y el andén.